# André Biyogo Poko
Pour les articles homonymes, voir Biyogo et Poko (homonymie).
André Poko, né le 1er janvier 1993 à Bitam (Gabon), est un footballeur international gabonais. Il évolue au poste de milieu défensif au NK Istra.

## Carrière
André Biyogo Poko est formé à l'US Bitam et est international gabonais. Il est conseillé aux Girondins de Bordeaux par Gernot Rohr alors sélectionneur du Gabon. Il confirme son potentiel lors d'un match amical, opposant Bordeaux à l'équipe nationale du Gabon, où il inscrit l'unique but de la rencontre. Il est donc transféré à Bordeaux à l'occasion du dernier jour du mercato estival 2011.
En championnat d'Afrique des nations des moins de 23 ans 2011, il marque le seul et unique but en prolongation lors de la demi-finale contre le Sénégal, ce qui qualifie l'équipe du Gabon en finale de ce championnat. Les Panthères remportent la finale 2 buts à 1 face au pays organisateur, le Maroc.
Il dispute son premier match professionnel avec les Girondins le 6 décembre 2012 contre Newcastle en Ligue Europa et offre sa première passe décisive à Cheick Diabaté. Petit à petit, il s'impose comme titulaire et marque son premier but en Ligue 1 contre Nancy, le 11 mai 2013. 
Le 2 août 2013, il apprend qu'un orphelinat portera son nom ; le 7 août, il prolonge son contrat jusqu'en 2017.
Ne rentrant plus dans les plans de l'entraîneur de Göztepe, İlhan Palut (en), et étant l'un des plus gros salaires du club, son contrat est résilié le 24 novembre 2020, car Poko est revenu 3 semaines en retard après son départ en sélection.
Le 1er février 2021, il rejoint jusqu'à la fin de la saison l'Altay SK, club de la ville d'Izmir comme le Göztepe SK, qui évolue en deuxième division. Il mène le club à la promotion en Süper Lig à l'issue des play-offs. Son contrat est ensuite prolongé d'une saison.
Libre depuis la fin de son contrat avec l'Altay SK en fin de saison 2021-2022, il s'engage le 28 juillet 2022 un contrat d'une saison avec le club saoudien d'Al Khaleej Saihat.

## Statistiques
| Saison                | Club                  | Championnat           | Championnat | Championnat | Coupe nationale | Coupe nationale | Coupe de la Ligue | Coupe de la Ligue | Supercoupe | Supercoupe | Compétition(s) continentale(s) | Compétition(s) continentale(s) | Compétition(s) continentale(s) | Total | Total |
| Saison                | Club                  | Division              | M.          | B.          | M.              | B.              | M.                | B.                | M.         | B.         | Comp.                          | M.                             | B.                             | M.    | B.    |
| 2012-2013             | Girondins de Bordeaux | Ligue 1               | 14          | 1           | 4               | 0               | -                 | -                 | -          | -          | C3                             | 4                              | 0                              | 22    | 1     |
| 2013-2014             | Girondins de Bordeaux | Ligue 1               | 18          | 0           | 1               | 0               | 1                 | 1                 | 1          | 0          | C3                             | 1                              | 0                              | 22    | 1     |
| 2014-2015             | Girondins de Bordeaux | Ligue 1               | 16          | 0           | 1               | 0               | -                 | -                 | -          | -          | -                              | -                              | -                              | 17    | 0     |
| 2015-2016             | Girondins de Bordeaux | Ligue 1               | 25          | 0           | 1               | 1               | 3                 | 0                 | -          | -          | C3                             | 10                             | 1                              | 39    | 2     |
| Sous-total            | Sous-total            | Sous-total            | 73          | 1           | 7               | 1               | 4                 | 1                 | 1          | 0          | -                              | 15                             | 1                              | 100   | 4     |
| 2016-2017             | Kardemir Karabükspor  | Süper Lig             | 28          | 0           | -               | -               | -                 | -                 | -          | -          | -                              | -                              | -                              | 28    | 0     |
| 2017-2018             | Kardemir Karabükspor  | Süper Lig             | 15          | 0           | -               | -               | -                 | -                 | -          | -          | -                              | -                              | -                              | 15    | 0     |
| Sous-total            | Sous-total            | Sous-total            | 43          | 0           | -               | -               | -                 | -                 | -          | -          | -                              | -                              | -                              | 43    | 0     |
| 2017-2018             | Göztepe SK            | Süper Lig             | 14          | 1           | -               | -               | -                 | -                 | -          | -          | -                              | -                              | -                              | 14    | 1     |
| 2018-2019             | Göztepe SK            | Süper Lig             | 27          | 1           | 5               | 0               | -                 | -                 | -          | -          | -                              | -                              | -                              | 32    | 1     |
| 2019-2020             | Göztepe SK            | Süper Lig             | 14          | 0           | -               | -               | -                 | -                 | -          | -          | -                              | -                              | -                              | 14    | 0     |
| 2020-2021             | Göztepe SK            | Süper Lig             | 2           | 0           | -               | -               | -                 | -                 | -          | -          | -                              | -                              | -                              | 2     | 0     |
| Sous-total            | Sous-total            | Sous-total            | 57          | 2           | 5               | 0               | -                 | -                 | -          | -          | -                              | -                              | -                              | 62    | 2     |
| 2020-2021             | Altay SK              | 1. Lig                | 6           | 0           | -               | -               | -                 | -                 | -          | -          | -                              | -                              | -                              | 6     | 0     |
| 2021-2022             | Altay SK              | Süper Lig             | 30          | 2           | -               | -               | -                 | -                 | -          | -          | -                              | -                              | -                              | 30    | 2     |
| Sous-total            | Sous-total            | Sous-total            | 36          | 2           | -               | -               | -                 | -                 | -          | -          | -                              | -                              | -                              | 36    | 2     |
| Total sur la carrière | Total sur la carrière | Total sur la carrière | 209         | 5           | 12              | 1               | 4                 | 1                 | 1          | 0          | -                              | 15                             | 1                              | 241   | 8     |

## Palmarès

### En club
- US Bitam
  - Champion  du Gabon en 2010
  - Vainqueur de la Coupe du Gabon en 2010

- Girondins de Bordeaux
  - Vainqueur de la Coupe de France en 2013

### En sélection
- Équipe du Gabon olympique
  - Vainqueur du Championnat d'Afrique des moins de 23 ans en 2011

### Distinctions individuelles
- Élu meilleur joueur du Trophée des champions 2013